# Кошево (Тверська область)
Кошево (рос. Кошево) — присілок в Старицькому районі Тверської області Російської Федерації.
Населення становить 10 осіб. Входить до складу муніципального утворення сільське поселення Паньково.

## Історія
Від 2005 року входить до складу муніципального утворення сільське поселення Паньково. Раніше населений пункт належав до Нестеровського сільського округу.

## Населення
| 2008 | 2010 |
| ---- | ---- |
| 10   | →10  |